# هنری لای وان-من
هنری لای وان-من (انگلیسی: Henry Lai Wan-man؛ زادهٔ ۱ ژانویهٔ ۱۹۶۱) موسیقی‌دان و آهنگساز اهل هنگ کنگ است.
از فیلم‌ها یا مجموعه‌های تلویزیونی که وی در آن‌ها نقش داشته‌است، می‌توان به تک‌تیرانداز، سه امپراتوری: رستاخیز اژدها، آخرین شمشیرزن، انتقام سفید، چهار، شمشیر اژدها و ردپای یک اژدها اشاره نمود.